# أراب آيدول (الموسم 3)
الموسم الثالث من أراب آيدل انطلق في 5 أيلول 2014. ما زال التقديم من مسؤولية كل من الممثل والمغني المصري أحمد فهمي والوصيفة الأولى في مسابقة ملكة جمال لبنان لعام 2005 أنابيلا هلال.
من الأبرز التغيرات التي طرأت على البرنامج في هذا الموسم هو، انسحاب المغني اللبناني راغب علامة والمغني المصري محمد حماقي من لجنة التحكيم واستبداله بالمغني اللبناني وائل كفوري والموقع الموسيقي المصري حسن الشافعي. يعود قرار انسحاب راغب بسبب كثرة المشاكل وحساسيته من المغنية الإماراتية أحلام، التي مازالت في اللجنة إلى جانب المغنية اللبنانية نانسي عجرم.
الفائز بالموسم الثالث هو السوري حازم شريف.

## اختبارات الأداء
تم الكشف عن المدن التي سيتم فيها اختبارات الأداء للمشتركين وذلك على الموقع الرسمي لقناة إم بي سي 1، حيث تم إضافة مدن جديدة كباريس، برلين ورام الله. والمدن المختارة كالتالي:
- الدار البيضاء، المغرب، 26 شباط 2014.
- باريس، فرنسا، 2 آذار 2014.
- برلين، ألمانيا، 5 آذار 2014.
- تلمسان، الجزائر، 7 آذار 2014.
- مصر:

الإسكندرية 9 آذار 2014.
القاهرة 13 آذار 2014.
- رام الله، السلطة الفلسطينية، 17 آذار 2014.
- مدينة الكويت، الكويت، 17 آذار 2014.
- المنامة، البحرين، 20 آذار 2014.
- دبي، الإمارات، 22 آذار 2014.
- إربيل، اقليم كردستان، العراق، 25 آذار 2014.
- بيروت، لبنان، 30 آذار 2014.

## التصفيات
اختير 80 متسابقا من بين كل الذين تقدموا في مرحلة اختبار الأداء، للانتقال لمرحلة التصفيات في بيروت توزعوا على 14 مجموعة، فأدوا لوحات غنائية مشتركة ومتنوعة من حيث الألوان الفنية، بين مصري، عراقي، سوري، لبناني وخليجي. بموازاة ذلك، أضافت جمالية الأزياء واللوحات البصرية على المسرح قيمة وبعدا بصريا. وخلال الحلقتين الخامسة والسادسة، حصل 26 مشتركا من أصحاب الأصوات المميزة على فرصة للانتقال والمشاركة في مرحلة البث المباشر على المسرح، وهم:
| الشباب - سوريا، حازم شريف (21 سنة) - لبنان، جورج نجم (29 سنة) - تونس، أمين بورقيبة (21 سنة) - المغرب، عصام الموذني (22 سنة) - اليمن، وليد الجيلاني (29 سنة) - الإمارات العربية المتحدة، حميد العبدولي (23 سنة) - فلسطين، هيثم خلايلي (24 سنة) - فلسطين، أحمد خروب (34 سنة) - الجزائر، منير بدوحان (28 سنة) - الجزائر، اجراد ياغورطة (22 سنة) - العراق، علي نجم (20 سنة) - العراق، عمار الكوفي (23 سنة) - السعودية، عبد العزيز الشريف (22 سنة) - السعودية، ماجد المدني (26 سنة) - مصر، محمد حسن (30 سنة) - مصر، محمد سعيد (26 سنة) - مصر، ياسر علي (23 سنة) - مصر، مؤمن خليل (19 سنة) - مصر، محمد رشاد (26 سنة) | البنات - سوريا، سهر أبو شروف (27 سنة) - فلسطين، منال موسى (25 سنة) - المغرب، سحر مربوحة (20 سنة) - مصر، هبة الله يوسف (28 سنة) - مصر، مرفت وجدي (18 سنة) - مصر، سلمى أحمد (18 سنة) - مصر، إيناس عز الدين (27 سنة) - مصر، إيمان عبد العزيز (26 سنة) |

## الترتيب النهائى للمتسابقين
1. حازم شريف-سوريا
2. ماجد المدني-السعودية
3. هيثم خلايلة-فلسطين
4. محمد رشاد-مصر
5. عمار الكوفى-كردستان العراق
6. وليد الجيلانى-اليمن
7. منال موسى-فلسطين
8. ايناس عز الدين-مصر
9. محمد حسن-مصر
10. اجراد يوغرطة-الجزائر
11. سهر أبو شروف-سوريا
12. حميد العبدولى-الإمارات
13. مؤمن خليل-مصر

## وصلات خارجية
- إعلاميون ينسحبون من مؤتمر «أراب آيدول» بسبب أحلام